# Mesenski rajon
Der Mesenski rajon (russisch Мезе́нский муниципа́льный район, transkribiert Mesenski munizipalny rajon) ist eine Verwaltungseinheit innerhalb der Oblast Archangelsk. Er befindet sich nordöstlich der Oblasthauptstadt Archangelsk und hat 10.330 Einwohner. Das administrative Zentrum ist die Stadt Mesen. Weite Teile des Rajons sind Sperrgebiet und dürfen nur mit Genehmigung des FSB betreten werden.

## Geographie
Der Rajon ist mit 34.400 km² der flächenmäßig größte Rajon der Oblast Archangelsk. Er erstreckt sich im äußersten Norden der Oblast an der Küste des Weißen Meeres. An ihn grenzt der Primorski rajon im Südwesten, der Pineschski rajon im Süden, der Leschukonski rajon im Südosten und der zur Republik Komi gehörige Ust-Zilemski rajon im Osten. Die Morschowez-Insel im Weißen Meer gehört administrativ ebenfalls zum Mesenski rajon und ist der einzige Punkt des Rajons, der nördlich des Polarkreises liegt.
Der überwiegende Teil des Mesenski rajon gehört zur Taiga und ist mit borealem Nadelwald bedeckt. Im nördlichen Teil des Rajons, der an den Polarkreis grenzt, findet ein Übergang zur Tundra (lesotundra) statt. Der Rajon liegt im Einzugsgebiet der Flüsse Mesen (mit den Nebenflüssen Pjosa und Kimscha) und Kuloi (mit den Nebenflüssen Nemnjuga und Sojana), die im östlichen Teil des Rajon in den Mesenbusen des Weißen Meeres münden. Im Mesenski rajon gibt es zahlreiche Gletscherrandseen.

## Geschichte
Das Gebiet des heutigen Rajon wurde ursprünglich von Finno-ugrische Völkern bewohnt. Im 13. Jahrhundert entstanden erste slawische Siedlungen, die zur Republik Nowgorod gehörten und nach deren Fall in das Großfürstentum Moskau übergingen.

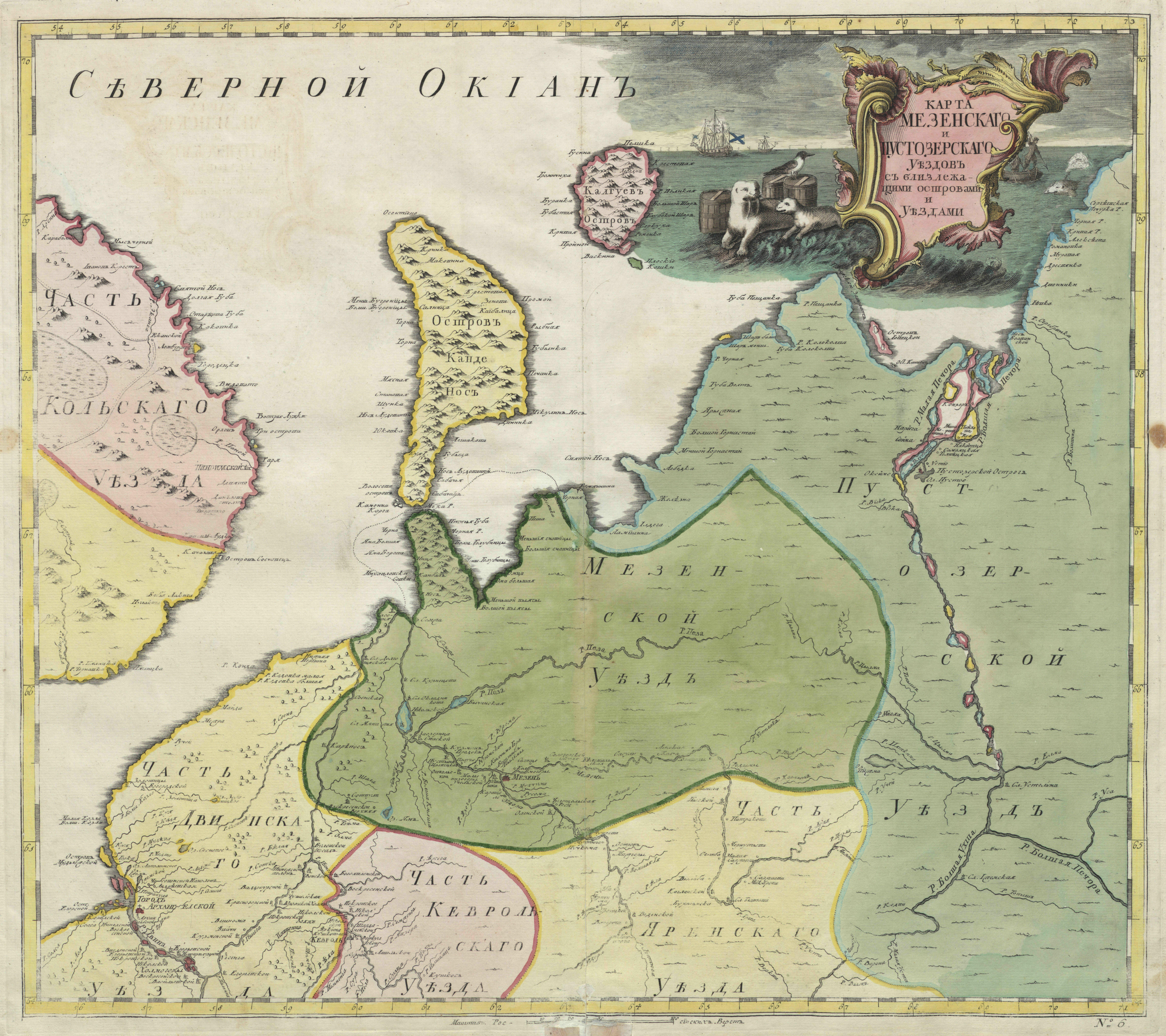
Karte aus dem Geografischen Atlas des Russischen Kaiserreiches von 1745. Der Mesenski ujesd ist dunkelgrün hervorgehoben.

Bei der russischen Volkszählung aus dem Jahr 1623 werden bereits mehrere Siedlungen am Fluss Mesen genannt.
Seit dem 17. Jahrhundert diente die abgelegene Region als Verbannungsort. Unter anderem verbüßten der Geistliche Awwakum Petrow, der Geliebte der Zarin Sofia Wassili Golizyn und Artamon Matwejew hier ihre Strafen. Im frühen 20. Jahrhundert wurden vor allem bekannte Revolutionäre sowie Schriftsteller – unter ihnen Pjotr Moisseienko, Inessa Armand, Kliment Woroschilow, Alexander Serafimowitsch und Waleri Jaswizki – in die Region Mesen verbannt.
Im Zuge einer Verwaltungsreform Peters des Großen wurde das Gebiet 1708 Teil des Gouvernements Archangelgorod. Das Gouvernement wurde 1780 per Ukas Katharinas der Großen aufgelöst und seine Gebiete Teil der Statthalterschaft Wologda (Вологодское наместничество, Wologodskoje namestnitschestwo). Im Zuge dessen wurden die beiden Siedlungen Okladnikowa und Kusnezowa zusammengelegt und erhielten als Ort Mesen das Stadtrecht. 1796 wurde der Mesenski ujesd Teil des Gouvernements Archangelsk. Einige Gebiete des Mesenski ujesd waren zwischen 1917 und 1925 Teil des neu gegründeten Ust–Waschski ujesd mit dem Zentrum Ust-Waschka (heute Leschukonskoje).
Durch eine weitere Verwaltungsreform wurde der Mesenski ujesd 1929 aufgelöst und als neu gegründeter Mesenski rajon Teil des Nördlichen Krai. 1936 wurde der Nördliche Krai zur Nördlichen Oblast umgebildet und schließlich 1937 in die Oblaste Archangelsk und Wologda aufgeteilt. Der Mesenski rajon wurde Teil der Oblast Archangelsk.

## Bevölkerungsentwicklung
Die folgende Übersicht zeigt die Entwicklung der Einwohnerzahlen des Mesenski rajon.
| Jahr | Einwohner |
| ---- | --------- |
| 1959 | 20.791    |
| 1970 | 19.780    |
| 1979 | 17.827    |
| 1989 | 17.796    |
| 2002 | 13.124    |
| 2010 | 10.330    |

Anmerkung: 1959–2010 Volkszählungsdaten

## Verwaltungsgliederung
Der Mesenski rajon ist administrativ in 13 Selsowjets, eine Stadt und eine Siedlung städtischen Typs unterteilt. Auf Gemeindeebene gliedert sich der Rajon in zwölf (Land-)Gemeinden (selskoje posselenije, russ. сельское поселение/ländliche Ansiedlung) und zwei (Stadt-)Gemeinden (gorodskoje posselenije, russ. городско́е поселе́ние поселение/städtische Ansiedlung). Verwaltungszentrum des Rajon ist die Stadt Mesen.
| Gemeinde (munizipalnoje obrasowanije)                           | Art der Gemeinde                             | Verwaltungszentrum                | Einwohner |
| --------------------------------------------------------------- | -------------------------------------------- | --------------------------------- | --------- |
| Mesenskoje (Муниципальное образование «Мезенское»)              | gorodskoje posselenije (городское поселение) | Mesen (Мезень)                    | 3714      |
| Kamenskoje (Муниципальное образование «Каменское»)              | gorodskoje posselenije (городское поселение) | Kamenka (Каменка)                 | 2395      |
| Bytschenskoje (Муниципальное образование «Быченское»)           | selskoje posselenije (сельское поселение)    | Bytsche (Бычье)                   | 335       |
| Dolgoschtschelskoje (Муниципальное образование «Долгощельское») | selskoje posselenije (сельское поселение)    | Dolgoschtschelje (Долгощелье)     | 690       |
| Dorogorskoje (Муниципальное образование «Дорогорское»)          | selskoje posselenije (сельское поселение)    | Dorogorskoje (Дорогорское)        | 473       |
| Koidenskoje (Муниципальное образование «Койденское»)            | selskoje posselenije (сельское поселение)    | Koida (Койда)                     | 514       |
| Kosmogorodskoje (Муниципальное образование «Козьмогородское»)   | selskoje posselenije (сельское поселение)    | Kosmogorodskoje (Козьмогородское) | 237       |
| Mossejewskoje (Муниципальное образование «Мосеевское»)          | selskoje posselenije (сельское поселение)    | Mossejewo (Мосеево)               | 148       |
| Rutschjewskoje (Муниципальное образование «Ручьевское»)         | selskoje posselenije (сельское поселение)    | Rutschji (Ручьи)                  | 250       |
| Safonowskoje (Муниципальное образование «Сафоновское»)          | selskoje posselenije (сельское поселение)    | Safonowo (Сафоново)               | 103       |
| Scherdskoje (Муниципальное образование «Жердское»)              | selskoje posselenije (сельское поселение)    | Scherd (Жердь)                    | 159       |
| Sojanskoje (Муниципальное образование «Соянское»)               | selskoje posselenije (сельское поселение)    | Sojana (Сояна)                    | 284       |
| Sowpolskoje (Муниципальное образование «Совпольское»)           | selskoje posselenije (сельское поселение)    | Tschischgora (Чижгора)            | 248       |
| Zelegorskoje (Муниципальное образование «Целегорское»)          | selskoje posselenije (сельское поселение)    | Zelegora (Целегора)               | 234       |

## Sperrgebiete
Weite Teile des Mesenski rajon gehören zur so genannten Grenzzone (Пограничная зона) der Russischen Föderation. In diesen Gebieten ist der Zugang sowohl für Russen als auch für Ausländer reglementiert. Genehmigungen für das Betreten dieser Gebiete werden vom FSB erteilt. Betroffen von dieser Regelung ist die gesamte Küstenregion des Weißen Meeres, eingeschlossen der Gemeinden Mesenskoje, Kamenskoje, Dolgoschtschelskoje, Koidenskoje (einschließlich der Morschowez-Insel) und Rutschjewskoje.

## Kultur und Sehenswürdigkeiten

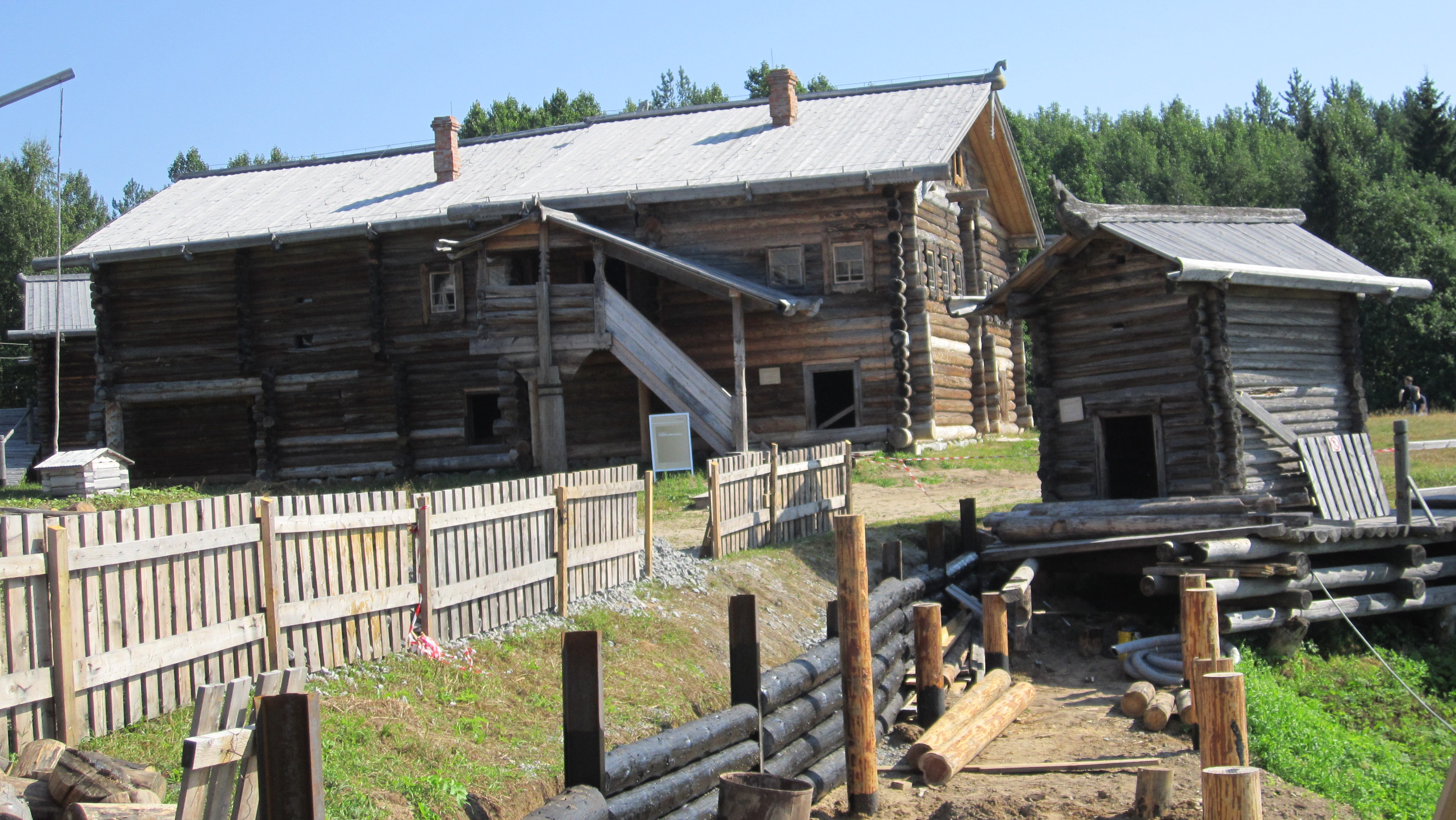
Traditionelle Holzarchitektur des 19. Jahrhunderts aus dem Mesenski ujesd im Freilichtmuseum Malyje Korely bei Archangelsk.

Die Region um Mesen ist bekannt für ihre traditionelle Holzarchitektur. Im Dorf Kimscha gibt es die 1709 erbaute Hodegetria-Kirche (церковь Одигитрии), welche als historisch-kulturelles Denkmal föderaler Bedeutung unter Schutz steht. Weiterhin gibt es sechs Windmühlen aus dem 19. Jahrhundert, welche als historisch-kulturelles Denkmal regionaler Bedeutung klassifiziert sind. Um den Schutz der Holzbauten zu gewährleisten, wurden einige von ihnen, wie Windmühlen, Bauernhäuser und Scheunen aus dem 19. Jahrhundert in das Freilichtmuseum Malyje Korely nahe Archangelsk verlegt.
In Mesen gibt es das Historische Heimatmuseum Mesen (Мезенский историко-краеведческий музей).

## Wirtschaft und Verkehr
Der wichtigste Wirtschaftszweig des Rajons ist die Holzindustrie. Traditionell hatte auch die Fischerei bis zum Beginn der 1990er Jahre eine große Bedeutung.
Auf Grund der entlegenen Lage und der bei Tauwetter überschwemmten Straßen, ist ein überregionaler Verkehr im Sommer nur mit dem Flugzeug möglich. In Mesen und Kamenka gibt es Flughäfen mit regelmäßigen Verbindungen nach Archangelsk. Die meisten Straßen sind nur im Winter befahrbar. Von Mesen aus führt eine Landstraße nach Leschukonskoje. Linksseitig des Flusses Mesen gibt es eine ganzjährig befahrbare Landstraße, die von Kimscha über Pinega nach Archangelsk führt. Sowohl auf dem Fluss Mesen als auch auf dem Fluss Kuloi gibt es einen Fährverkehr.